# Gauliga Ostmark
La Gauliga Ostmark, rinominata Gauliga Donau-Alpenland nel 1941, era la principale manifestazione calcistica in Austria dopo l'annessione alla Germania avvenuta nel 1938.
Poco dopo l'occupazione il governo nazista riorganizzò le regioni austriache in sette Gau: Carinzia, Niederdonau, Oberdonau, Salzburg, Stiria, Vienna e Tyrol-Vorarlberg. Nel 1941 la regione jugoslava della Dravska Banovina fu annessa a Stiria e Carinzia.

## Storia
Come detto, la Gauliga Ostmark fu introdotta nel 1938, dopo l'annessione alla Germania dell'Austria, che venne rinominata Ostmark, diventando parte del territorio tedesco fino al 1945. Il cambio di denominazione dello stato aveva lo scopo di sradicare qualunque riconoscimento della precedente indipendenza. Con questo scopo anche la squadra dell'FK Austria Wien venne costretta a cambiare nome in SC Ostmark Wien. Questa decisione venne però revocata due mesi dopo e il club rimase uno dei pochi, non solo nel calcio, ad utilizzare il vecchio nome nazionale.
Diversamente dalla Nationalliga austriaca, la nuova Gauliga era sulla carta un campionato dilettantistico.
La nuova lega era formata da sei squadre dalla vecchia prima divisione austriaca, tutte con sede a Vienna, e dal campione della Wiener Liga, la seconda divisione viennese. In aggiunta vennero ammessi alla Gauliga i tre campioni delle leghe regionali di Niederdonau, Oberdonau e Stiria.  Era solamente la seconda volta nella storia del calcio austriaco che la massima divisione nazionale veniva aperta a squadre non viennesi: era accaduto prima di allora solo nel 1937. 
Nella prima stagione quindi la lega aveva dieci squadre, che si sfidavano in un girone all'italiana, con partite di andata e ritorno. Il vincitore si qualificava per il campionato nazionale, le ultime tre classificate retrocedevano. Nella stagione 1939–40 le squadre vennero ridotte ad otto, con una sola retrocessione.
Nel 1940–41 la Gauliga Ostmark tornò a dieci squadre. Dopo l'occupazione tedesca della Jugoslavia nell'aprile 1941, parti di territorio oggi appartenenti alla Slovenia furono aggiunte ai Gau austriaci. La lega cambiò nome in Gauliga Donau-Alpenland, ma comunque nessun club jugoslavo vi prese parte.
La lega venne ridotta a nove squadre nel corso della stagione 1941–42 season a causa della rinuncia dello Sturm Graz. L'anno dopo giocarono undici squadre, nel 1943–44 di nuovo solamente nove. Il collasso del nazismo nel 1945 fece sì che la stagione 1944-45 non ebbe termine e il campionato venne interrotto senza che fossero giocati tutti gli incontri.
Le squadre austriache ebbero considerevole successo a livello nazionale, con il Rapid Vienna a vincere il titolo tedesco nel 1941. In aggiunta l'Admira nel 1939 ed il First Vienna nel 1942 persero entrambe la finale con il Schalke 04. Il Rapid sconfisse proprio lo Schalke nel 1941 a Berlino, davanti a 100.000 spettatori, in una finale memorabile: lo Schalke conduceva 3–0 dopo 60 minuti ma venne sconfitto 3–4.
Il Rapid Vienna conquistò la Coppa di Germania nel 1938, mentre il First Vienna si aggiudicò l'ultima edizione sotto il regime nazista, nel 1943.

## Membri fondatori della lega
- SK Admira Wien
- SC Wacker Wien
- SK Rapid Wien
- Wiener SC
- First Vienna
- FK Austria Wien
- Amateure Fiat Wien
- Grazer SC
- SK Amateure Steyr
- Reichsbahn Wacker Wiener Neustadt

## Vincitori e piazzati della Gauliga Ostmark
Di seguito vengono riportati il vincitore e il piazzato del campionato:
| Stagione | Vincitore     | Secondo posto |
| 1938-39  | Admira Vienna | Wacker        |
| 1939-40  | Rapid Vienna  | Wacker        |
| 1940-41  | Rapid Vienna  | Wacker        |
| 1941-42  | First Vienna  | Wien          |
| 1942-43  | First Vienna  | Wiener AC     |
| 1943-44  | First Vienna  | Floridsdorfer |